# Lissen-ooibos
Het lissen-ooibos (Irido-Salicetum albae) is een associatie uit het verbond van wilgenvloedbossen en -struwelen (Salicion albae). Het is een plantengemeenschap die voorkomt op beschutte plaatsen in uiterwaarden en in poldergebieden die regelmatig overstromen, en die gedomineerd wordt door smalbladige wilgen.
Deze associatie is in Nederland het meeste voorkomende ooibostype langs de grote rivieren.

## Naamgeving en codering
- Syntaxoncode voor Nederland (rVvN): r41Aa02

De wetenschappelijke naam Irido-Salicetum albae is afgeleid van de botanische namen van twee belangrijke soorten binnen deze associatie, de gele lis (Iris pseudacorus) en de schietwilg (Salix alba).

## Fysiognomie

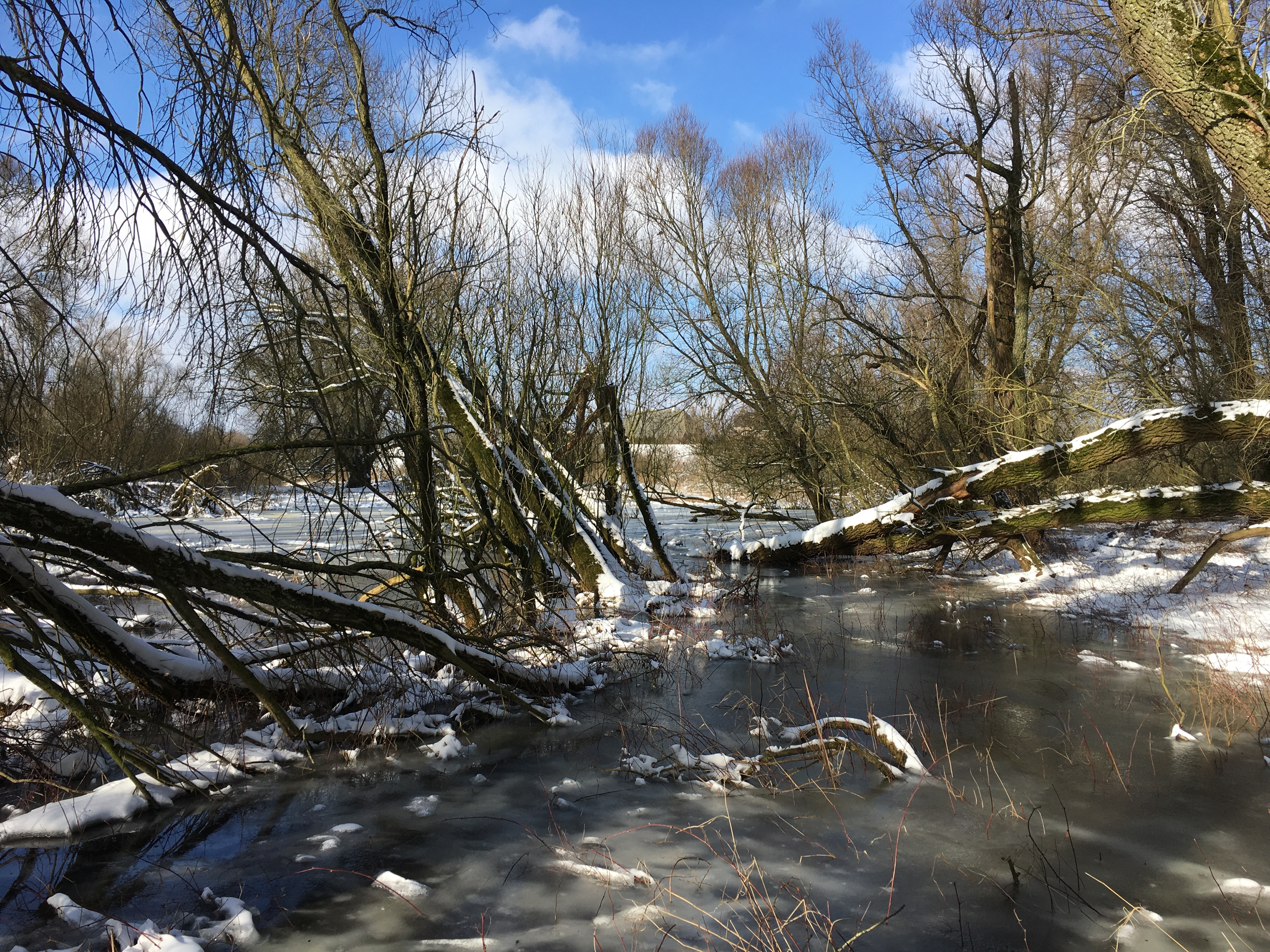
Winteraspect van een lissen-ooibos

Het lissen-ooibos kan zich zowel in de formatie van loofbos als loofstruweel manifesteren. Daar waar ze ooit beheerd werden als een griend zijn de bomen dikwijls meerstammig en is de boomlaag dicht. Oude lissen-ooibossen zijn vaak heel gevarieerd en chaotisch, met door overstromingen of ijsgang omgevallen bomen die opnieuw uitschieten.
De kruidlaag bestaat overwegend uit hoog opgaande moerasplanten, ruigtekruiden, klim- en slingerplanten.
Een terrestrische moslaag is doorgaans afwezig, maar daarentegen kunnen de stobben dicht met mos begroeid zijn.

## Ecologie
Het lissen-ooibos komt voor in regelmatig (10 tot 60 dagen per jaar) overstroomde, voedselrijke kommen, geulen en beschutte ondieptes weg van de rivier, waar de stroming voldoende zwak is om klei af te zetten. Het waterpeil wordt zowel bepaald door de rivier als door kwel. De bodem bestaat uit fijn kalkrijk slib en klei, en veel organisch materiaal dat zich door zuurstofgebrek ophoopt.
Buiten hun natuurlijke standplaatsen kan dit bostype ook aangetroffen worden in kleiputten en andere uitgravingen.

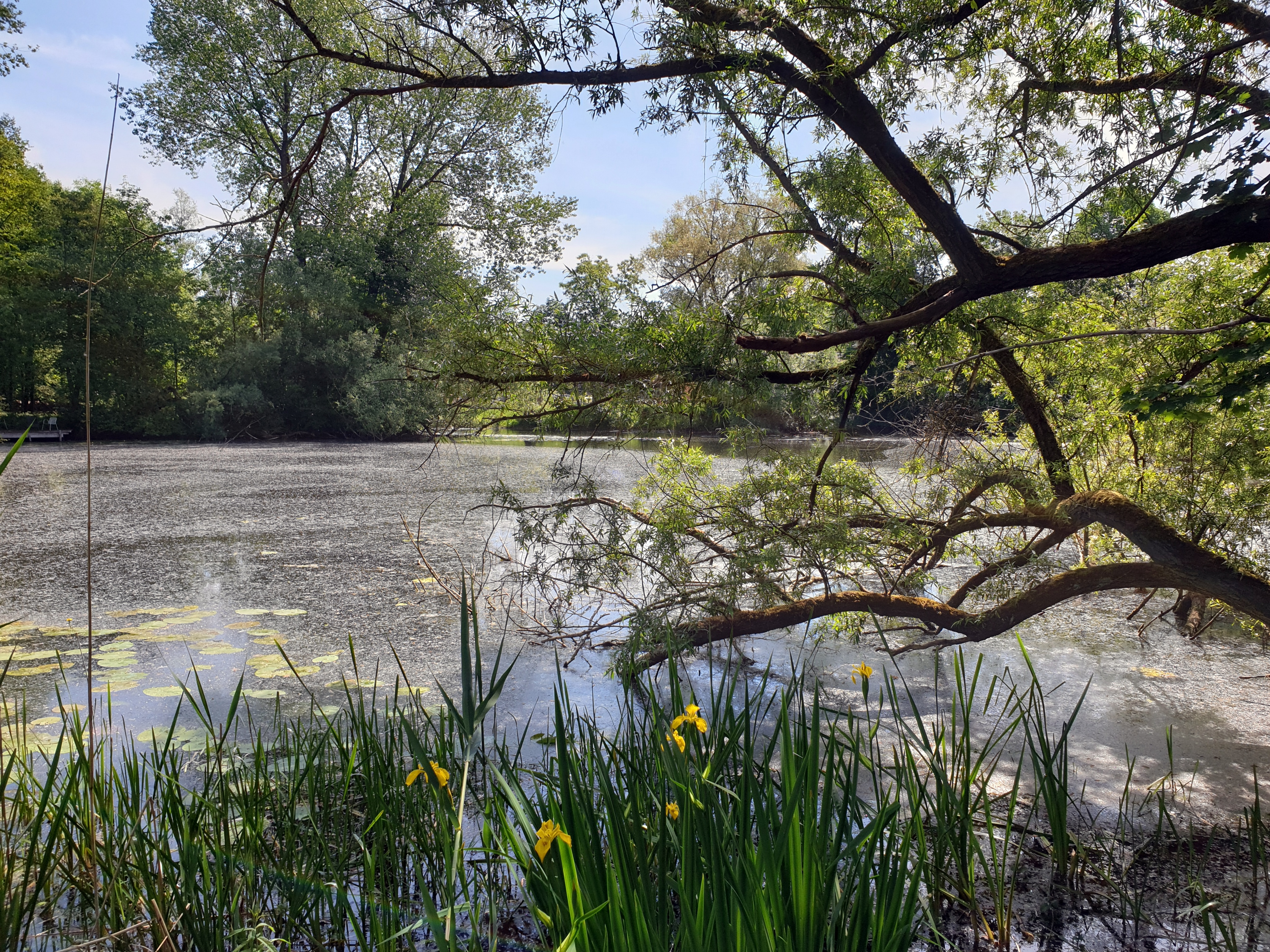
Een lissen-ooibos tijdens de lente, bij een binnendijkse kolk in het rivierengebied

## Subassociaties in Nederland en Vlaanderen
Van het lissen-ooibos komen in Nederland en Vlaanderen twee subassociaties voor.

### Subassociatie met watermunt

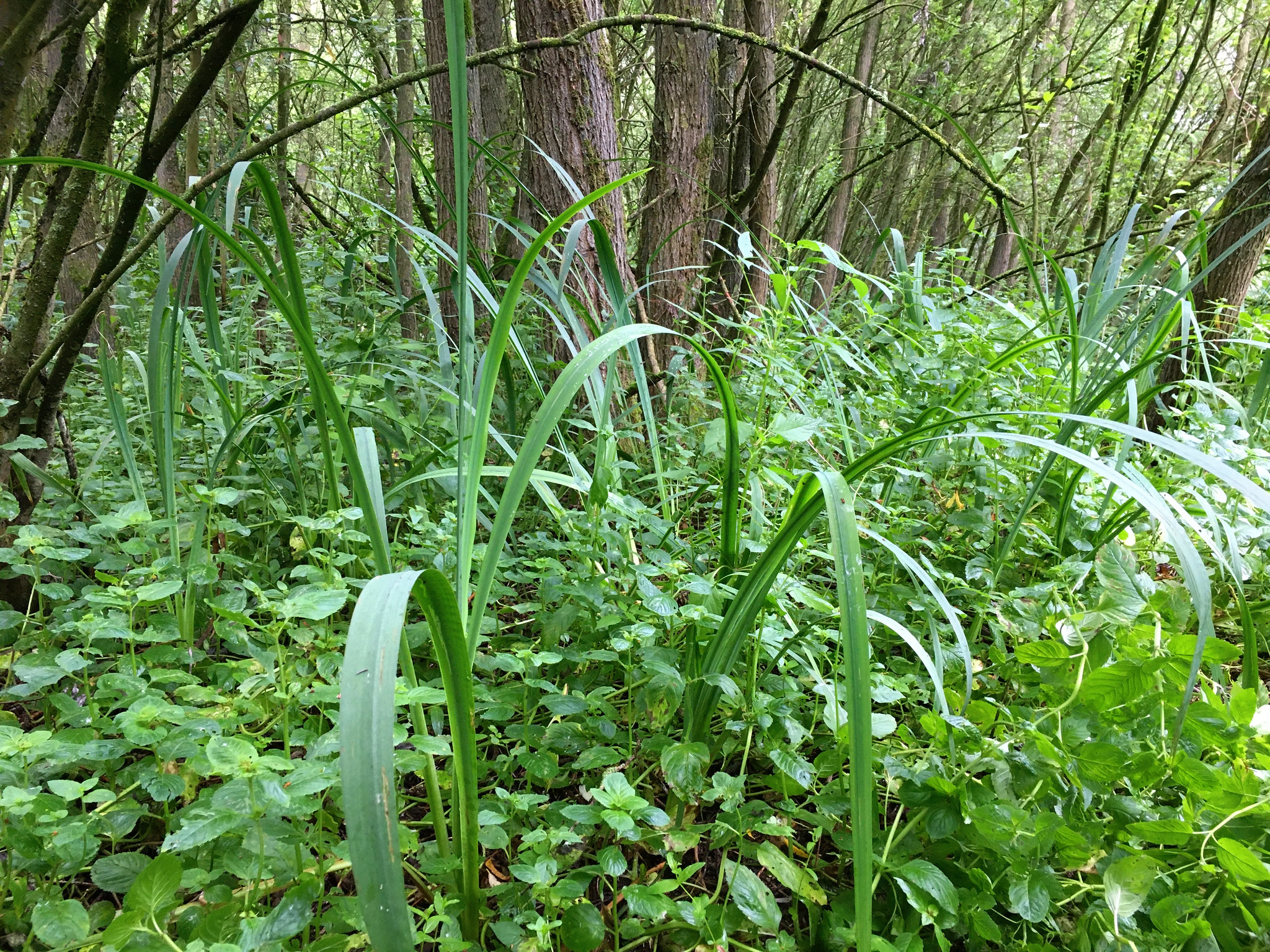
Close-up van de kruidlaag van een lissen-ooibos van de subassociatie met watermunt.

De subassociatie met watermunt (Irido-Salicetum menthetosum) is een subassociatie met een hoge presentie van moeraswalstro, bitterzoet en watermunt (Mentha aquatica) en als differentiërende soorten penningkruid, blauw glidkruid, moerasvergeet-mij-nietje, moerasandoorn en moeraskruiskruid. De syntaxoncode voor Nederland (rVvN) is r41Aa02a.

### Subassociatie met grote vossenstaart
In de subassociatie met grote vossenstaart (Irido-Salicetum alopecuretosum pratensis) vindt men daarentegen steeds katwilg, dauwbraam, kleefkruid, kale jonker en grote vossenstaart (Alopecurus pratensis), en zijn gewone engelwortel, gestreepte witbol, gewone hennepnetel, moerasspirea, oeverzegge en bloedzuring differentiërend. De syntaxoncode voor Nederland (rVvN) is r41Aa02b.

## Verspreiding
Het verspreidingsgebied van het lissen-ooibos omvat de benedenlopen van de grote rivieren in de laaglanden van Noordwest-Europa.
In Nederland komt het vooral voor in de uiterwaarden en binnendijks in poldergebieden van het rivierengebied. Door natuurontwikkeling is deze associatie de laatste jaren in oppervlakte toegenomen en is ze momenteel de meest verspreide associatie binnen de klasse.

## Diagnostische taxa voor Nederland en Vlaanderen

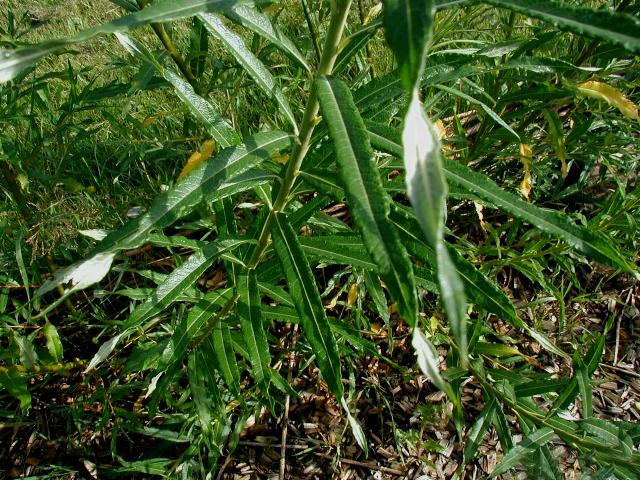
Katwilg

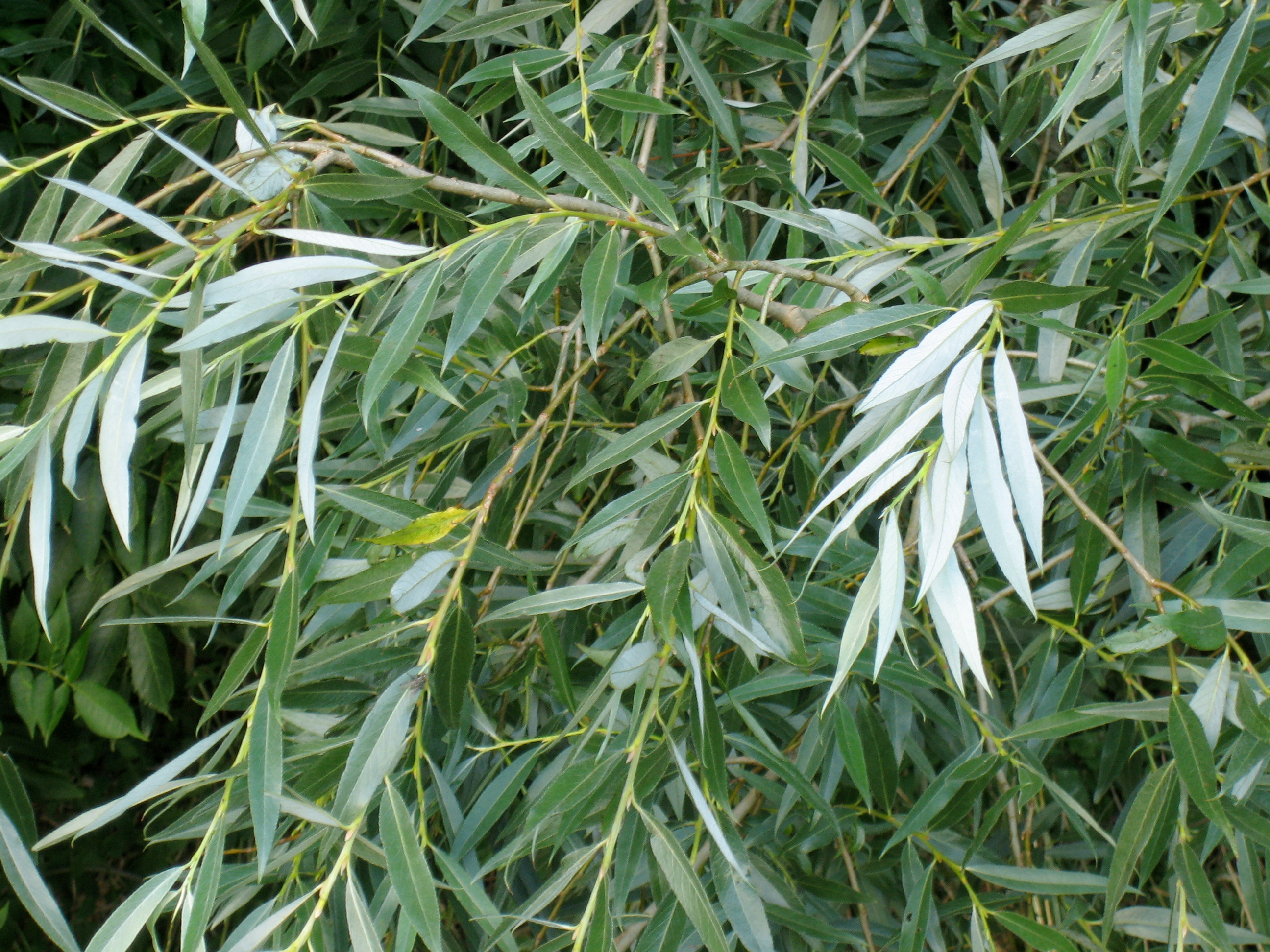
Schietwilg

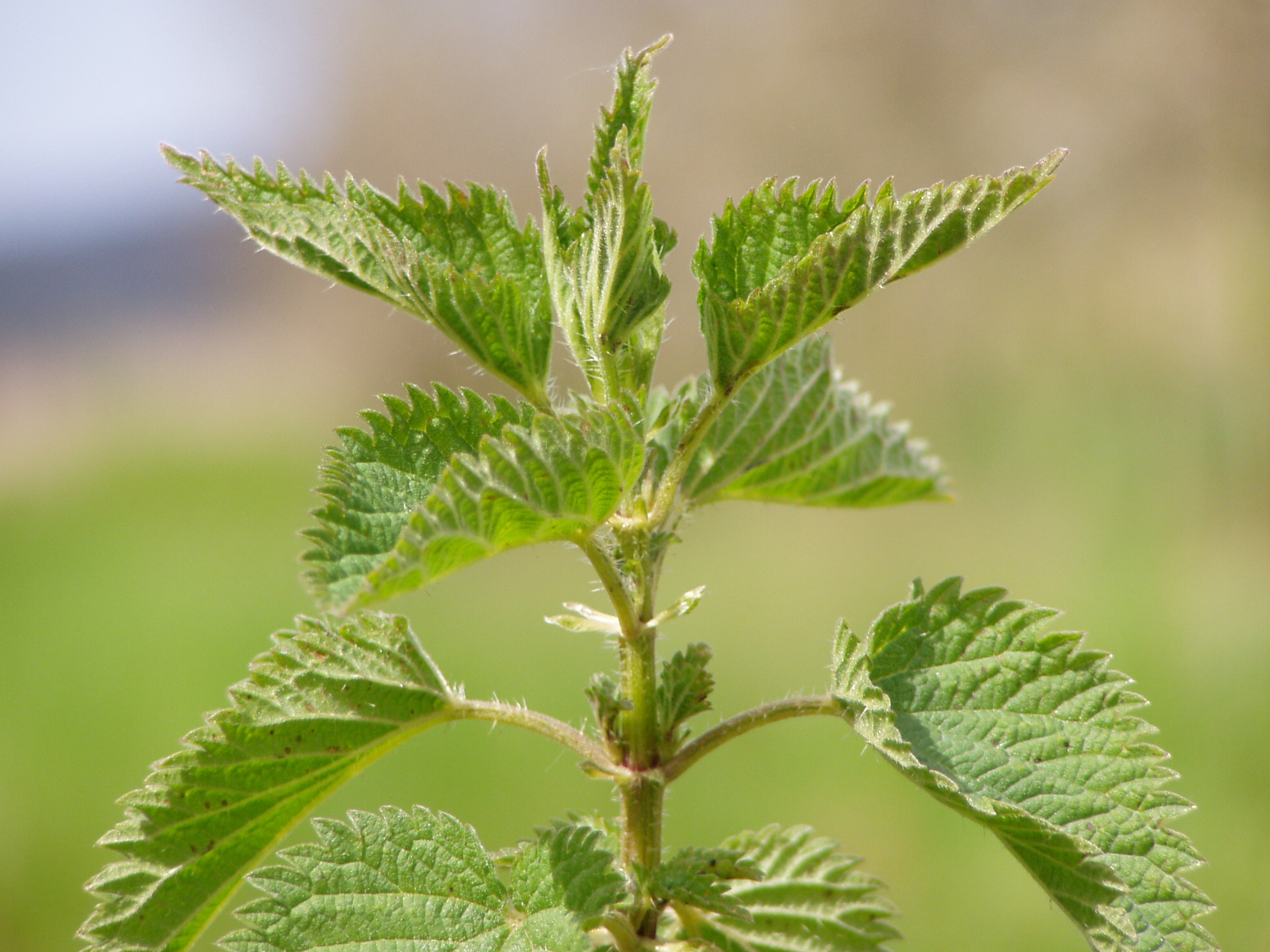
Grote brandnetel

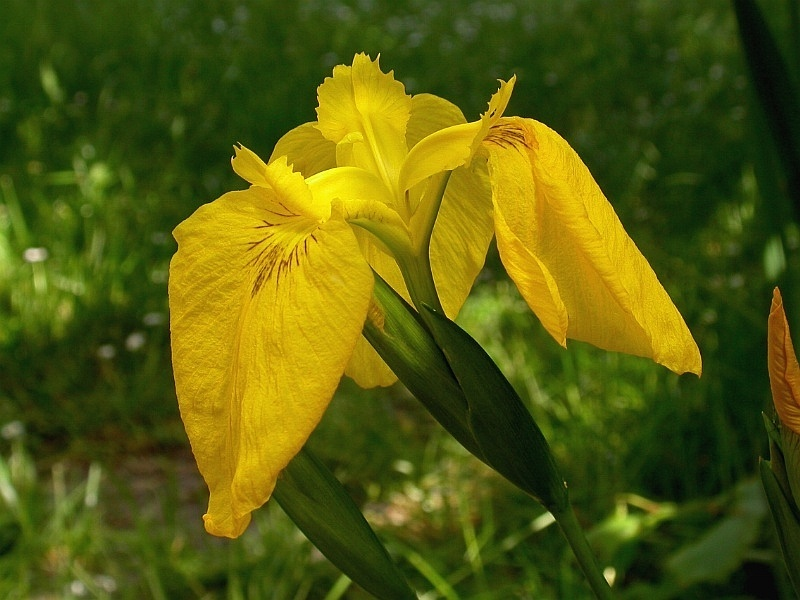
Gele lis

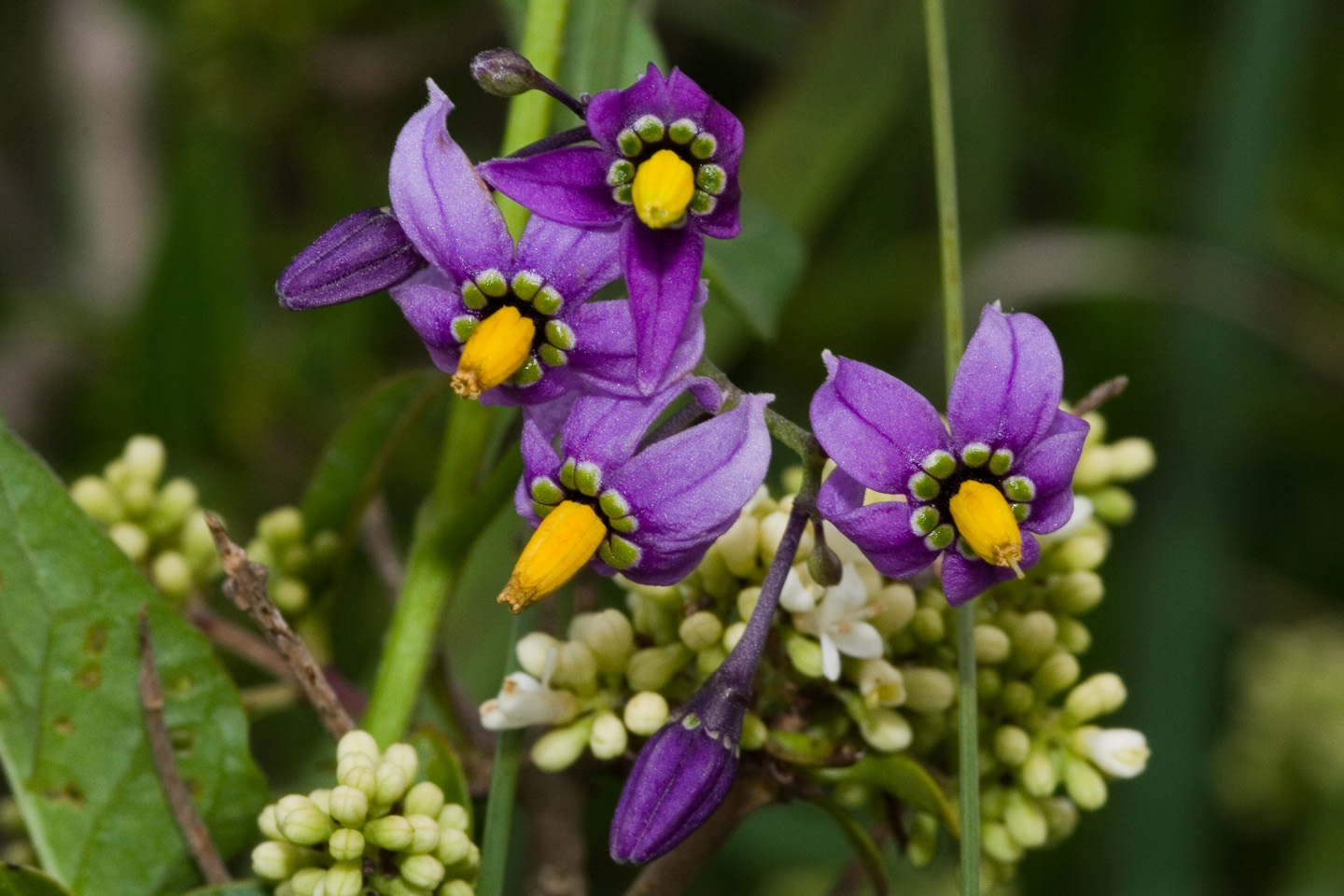
Bitterzoet

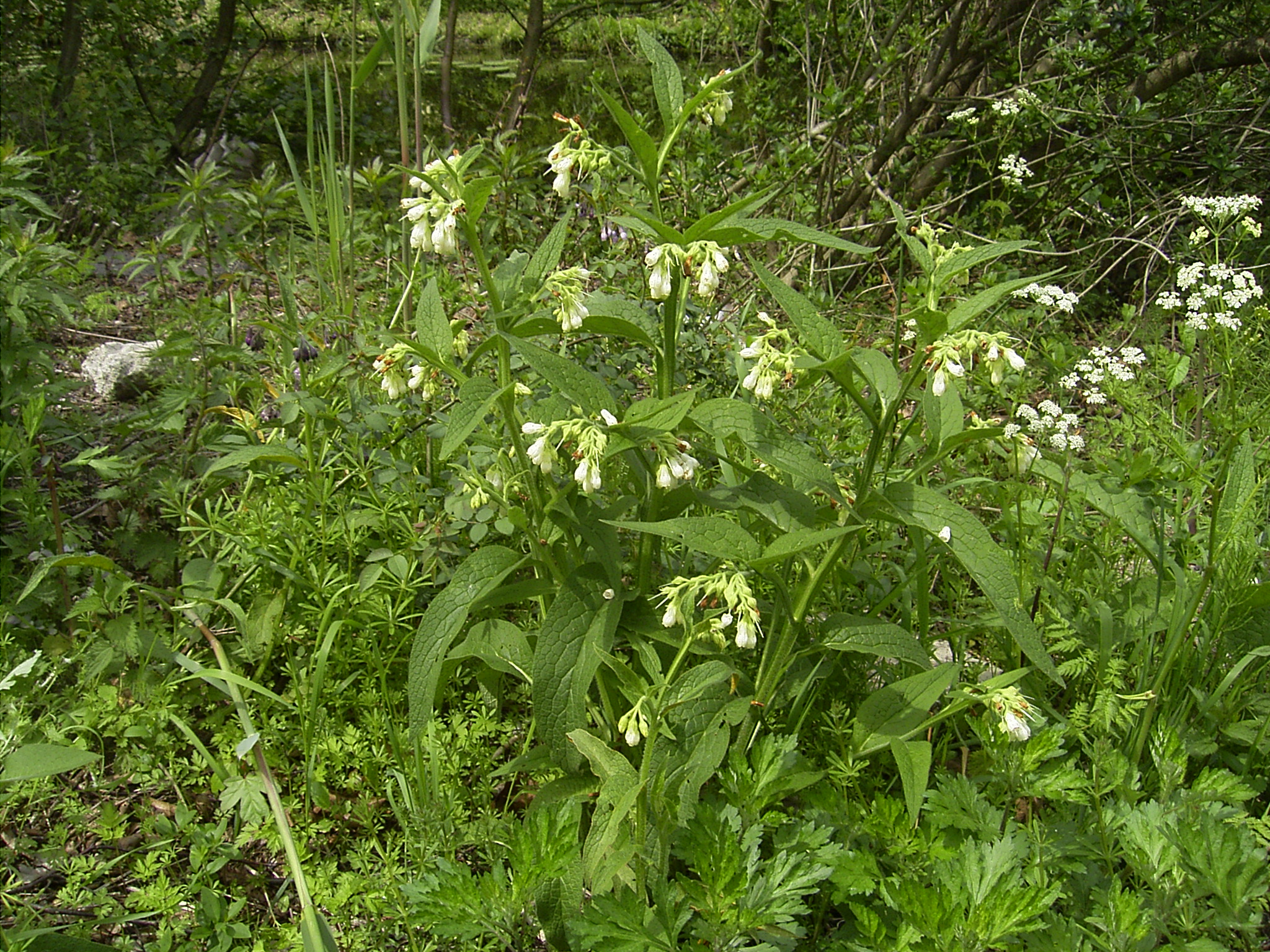
Gewone smeerwortel

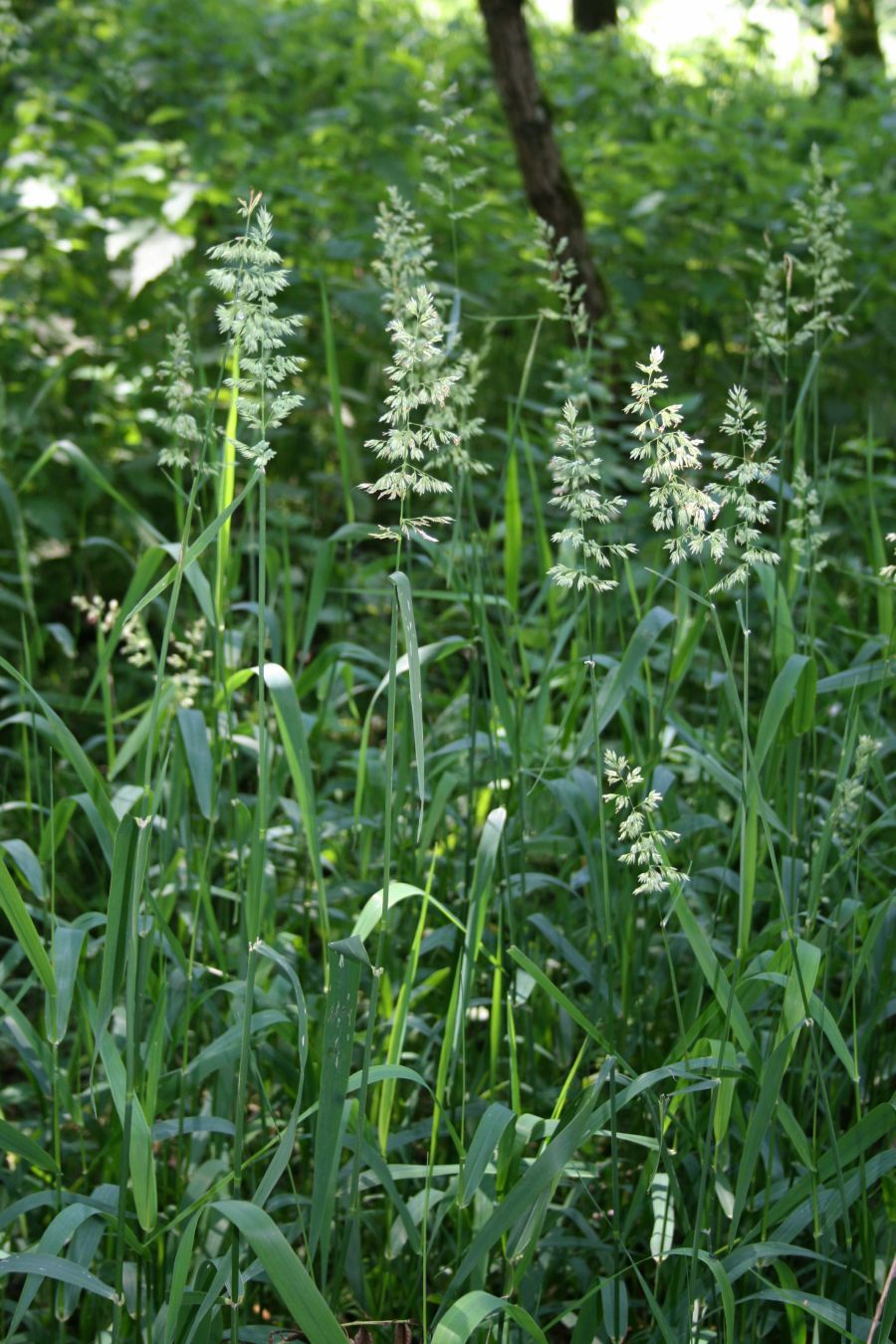
Rietgras

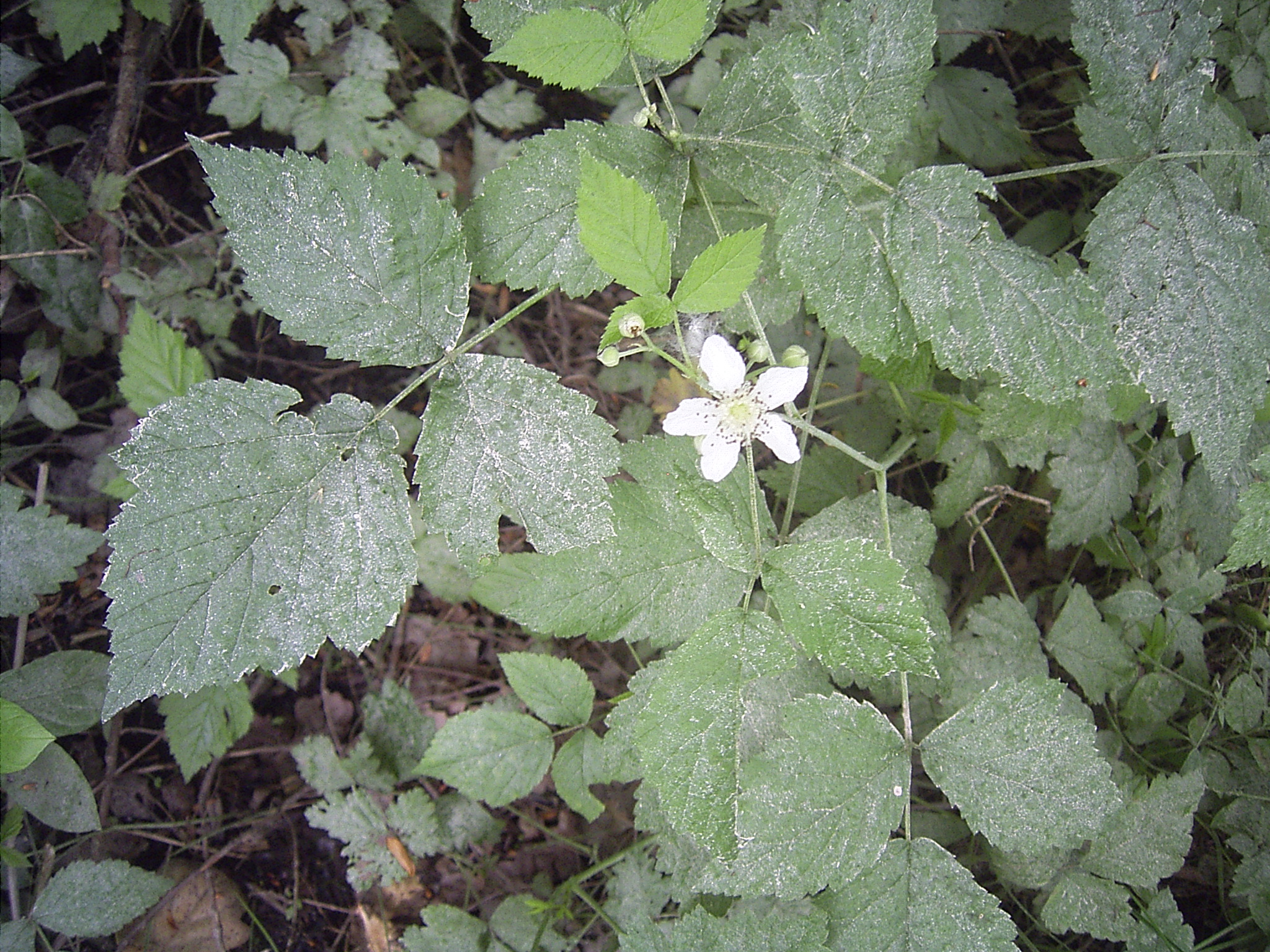
Dauwbraam

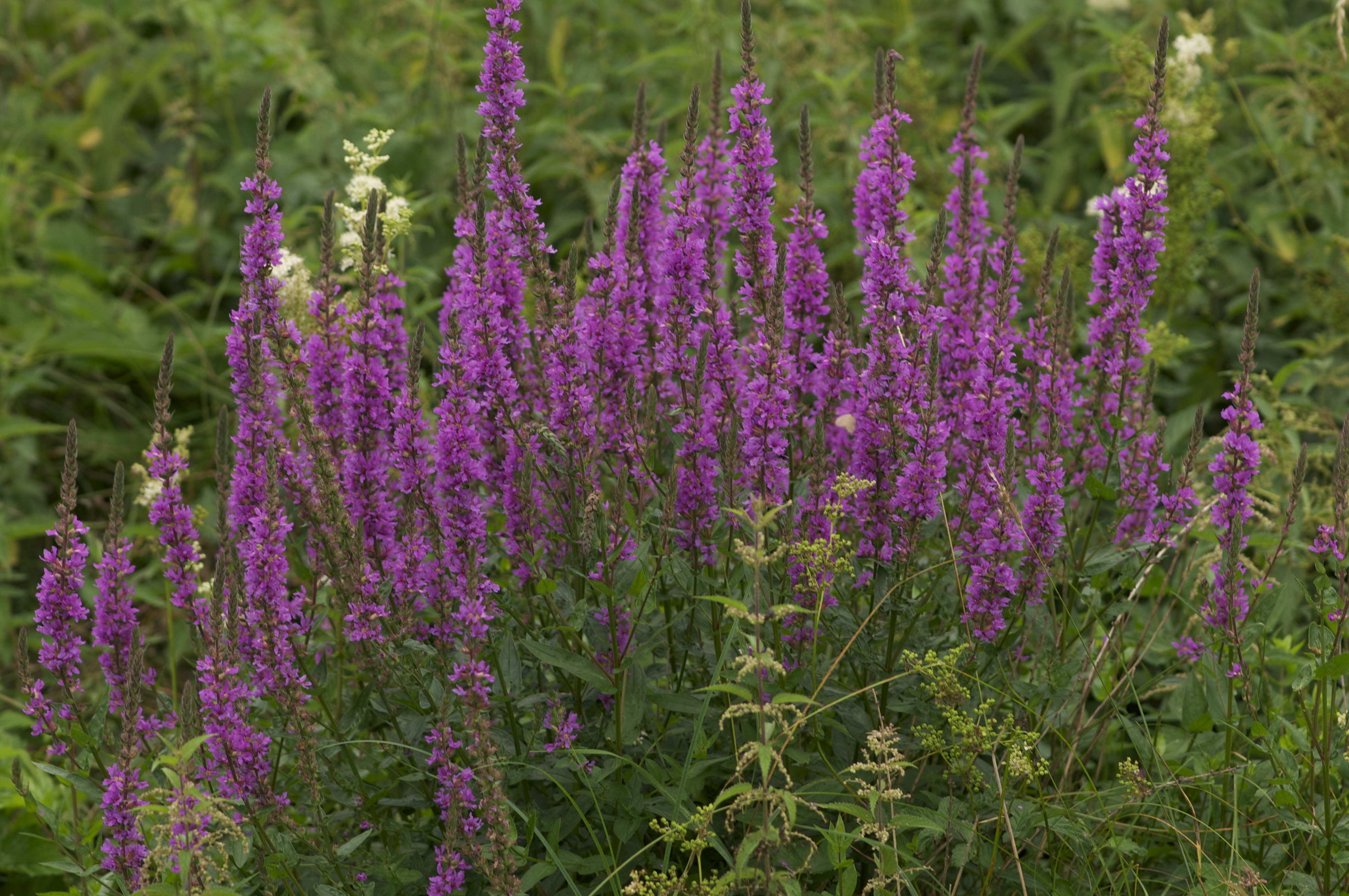
Grote kattenstaart

Het lissen-ooibos heeft in Vlaanderen en Nederland geen specifieke kensoorten, doch de meeste kensoorten van de klasse komen er wel in voor, vooral de dominante katwilg en schietwilg.
In de kruidlaag is de grote brandnetel dominant. De associatie kan onderscheiden worden van beide andere associaties in het verbond, het bijvoet-ooibos en het veldkers-ooibos, door de aanwezigheid van moerasplanten als de gele lis, de grote kattenstaart en de scherpe zegge.
In de onderstaande synoptische tabel staan de belangrijkste diagnostische taxa van het lissen-ooibos voor Nederland en Vlaanderen.
Boomlaag
| Kentaxon | Diff.soort | Presentie | Triviale naam | Botanische naam | Opmerking |
| -------- | ---------- | --------- | ------------- | --------------- | --------- |
| kK       |            | > 60%     | katwilg       | Salix viminalis |           |
| kK       |            | > 60%     | schietwilg    | Salix alba      |           |
| kK       |            | > 40%     | amandelwilg   | Salix triandra  |           |
| kK       |            | > 20%     | kraakwilg     | Salix fragilis  |           |
|          |            | > 20%     | grauwe wilg   | Salix cinerea   |           |

Struiklaag
| Kentaxon | Diff.soort | Presentie | Triviale naam        | Botanische naam    | Opmerking |
| -------- | ---------- | --------- | -------------------- | ------------------ | --------- |
|          |            | > 20%     | eenstijlige meidoorn | Crataegus monogyna |           |

Kruidlaag
| Kentaxon | Diff.soort | Presentie | Triviale naam            | Botanische naam                         | Opmerking                                 |
| -------- | ---------- | --------- | ------------------------ | --------------------------------------- | ----------------------------------------- |
|          |            | > 80%     | grote brandnetel         | Urtica dioica                           |                                           |
|          | dA         | > 60%     | gele lis                 | Iris pseudacorus                        | t.o.v. andere associaties van het verbond |
|          |            | > 60%     | bitterzoet               | Solanum dulcamara                       |                                           |
|          |            | > 60%     | gewone smeerwortel       | Symphytum officinale                    |                                           |
|          |            | > 60%     | rietgras                 | Phalaris arundinacea                    |                                           |
|          |            | > 50%     | dauwbraam                | Rubus caesius                           |                                           |
|          | dA         | > 50%     | grote kattenstaart       | Lythrum salicaria                       | t.o.v. andere associaties van het verbond |
|          |            | > 50%     | ruw beemdgras            | Poa trivialis                           |                                           |
|          |            | > 50%     | moeraswalstro            | Galium palustre                         |                                           |
|          |            | > 40%     | grote wederik            | Lysimachia vulgaris                     |                                           |
|          |            | > 40%     | haagwinde                | Convolvulus sepium                      |                                           |
|          | dS         | > 40%     | watermunt                | Mentha aquatica                         | subassociatie met watermunt               |
|          |            | > 40%     | gewoon riet              | Phragmites australis                    |                                           |
|          | dS         | > 40%     | penningkruid             | Lysimachia nummularia                   | subassociatie met watermunt               |
|          | dS         | > 40%     | moerasandoorn            | Stachys palustris                       | subassociatie met watermunt               |
|          | dA         | > 30%     | scherpe zegge            | Carex acuta                             | t.o.v. andere associaties van het verbond |
|          |            | > 30%     | kleefkruid               | Galium aparine                          |                                           |
|          | dS         | > 30%     | moerasvergeet-mij-nietje | Myosotis scorpioides subsp. scorpioides | subassociatie met watermunt               |
|          |            | > 30%     | hondsdraf                | Glechoma hederacea                      |                                           |
|          | dA         | > 30%     | liesgras                 | Glyceria maxima                         | t.o.v. andere associaties van het verbond |
|          | dS         | > 30%     | gewone hennepnetel       | Galeopsis tetrahit                      | subassociatie met grote vossenstaart      |
|          | dS         | > 20%     | moeraskruiskruid         | Jacobaea paludosa                       | subassociatie met watermunt               |
|          |            | > 20%     | wolfspoot                | Lycopus europaeus                       |                                           |
|          | dS         | > 20%     | blauw glidkruid          | Scutellaria galericulata                | subassociatie met watermunt               |
|          |            | > 20%     | kruipende boterbloem     | Ranunculus repens                       |                                           |
|          | dS         | > 20%     | moerasspirea             | Filipendula ulmaria                     | subassociatie met grote vossenstaart      |
|          |            | > 20%     | kale jonker              | Cirsium palustre                        |                                           |
|          |            | > 20%     | akkerdistel              | Cirsium arvense                         |                                           |
|          | dS         | > 20%     | gewone engelwortel       | Angelica sylvestris                     | subassociatie met grote vossenstaart      |
|          |            | > 20%     | fioringras               | Agrostis stolonifera                    |                                           |
|          |            | > 10%     | grote vossenstaart       | Alopecurus pratensis                    |                                           |
|          | dA         | > 10%     | lidrus                   | Equisetum palustre                      | t.o.v. andere associaties van het verbond |
|          |            | > 10%     | hennegras                | Calamagrostis canescens                 |                                           |
|          | dA         |           | gele waterkers           | Rorippa amphibia                        | t.o.v. andere associaties van het verbond |
|          | dS         |           | gestreepte witbol        | Holcus lanatus                          | subassociatie met grote vossenstaart      |
|          | dS         |           | oeverzegge               | Carex riparia                           | subassociatie met grote vossenstaart      |
|          | dS         |           | bloedzuring              | Rumex sanguineus                        | subassociatie met grote vossenstaart      |